# Tokyo International University

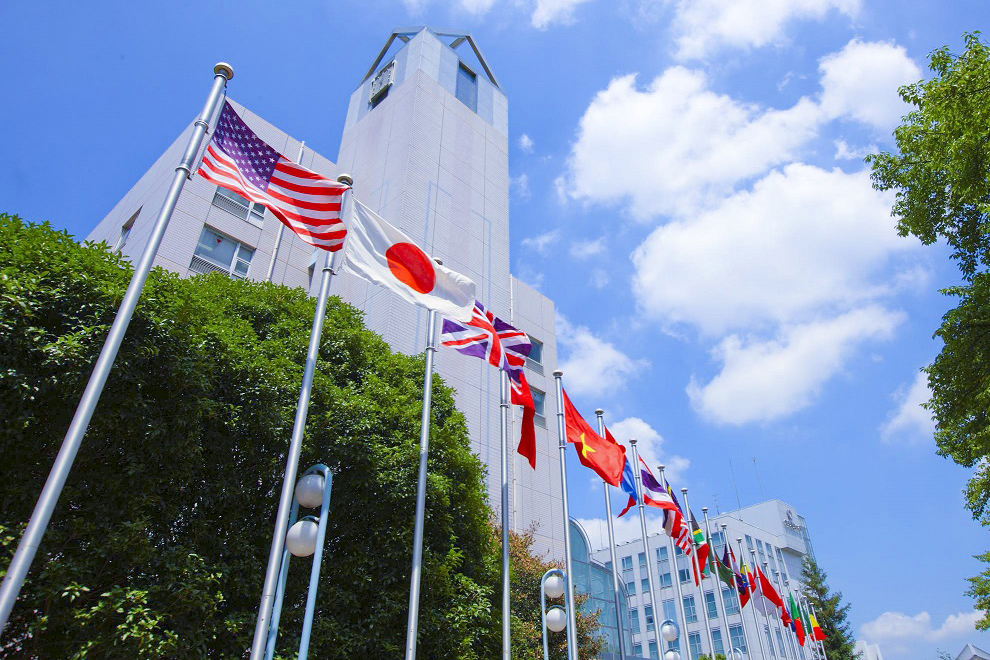
Tokyo International University (2012)

Die Tokyo International University (Abkürzung: TIU; jap. 東京国際大学, Tōkyō Kokusai Daigaku) ist eine im Jahre 1965 gegründete private Universität in der japanischen Metropolregion Tokio. 
Der Hauptcampus befindet sich im Kawagoe. Ihr Hauptsitz ist in Takadanobaba, Shinjuku, Präfektur Tokio.
An der Universität studieren über 6.500 Studenten, davon sind über 1.500 internationale Studenten aus 68 Ländern.

## Fakultäten
- Politikwissenschaft
- Wirtschaftswissenschaft
- Geschäftsverwaltung
- Sportwissenschaft
- Ingenieurswesen
- Soziologie
- Internationale Studien